# 완니아
완니아(학명:Paleorhinus scurriensis)는 악어목 피토사우루스과에 속하는 악어이다. 지금은 멸종된 악어로 몸길이가 4~6m인 거대한 악어에 속한다.

## 특징
완니아는 수중의 생활에 잘 적응한 악어 중에 하나이다. 수중 생활에 적응한 악어인만큼 발의 부분이 물갈퀴의 모습으로 진화가 되었다. 다른 모든 익룡과는 달리, 목과 붙어 있는 지점 앞 두개골의 밑부분인 바시투베라는 보통으로 크게 분리되어 있다. 주갈골의 측면 면에는 독특한 능선이 있다. 두껍게 된 선반이 프테리고이드 뼈와 사분골에 의해 형성된 확장된 "날개"의 사후 가장자리를 따라 존재한다. 비골의 부기가 후두경계 뒤에 있다. 마지막으로, 아마 스쿼마이트와 시냅스이드의 중격막(illae)에 동질적이지 않은 "세토막실래"는 서로 연락하지 않고 내부적 중격막의 일부를 형성하지 않는다. 완니아와 다른 모든 피토룡(시나포모르피스)이 공유하고 있는데, 여기에는 비뚤어진 방향의 나체와 분리된 오사화의 존재, 나사의 앞쪽에 있고 프리맥시야에 둘러싸인 셉토막시야가 포함된다. 앞서 완니아 스쿠리엔시스와 팔로히누스 브란소니의 동의어가 제시되었지만, 완니아 스쿠리엔시스는 팔라티누스 협우스티프론과 에브라초수스쿠스 느우카미에서 보듯이 프리막시야와 팔라틴 뼈의 접촉이 부족하다는 점에서 팔라히누스 브란소니와 다르다. 덧붙여 W. 스쿠리엔시스(W. scurriensis)는 조갈의 측면 표면의 한 줄의 노드가 아니라, 능선이 있는 곳에서는 양쪽의 팔레오리누스 종과 다르다. 이전에 이 종을 참조할 수 있는 것으로 분류된 작은 부분 두개골인 TTU P-11422는 홀로타입과 진단 문자를 공유하지 않는다. 시료는 오른쪽 항혈관신경을 둘러싼 영역에서만 비교할 수 있다. TTU P-11422는 W. scurriensis에서와 같이 약간 포스터처럼 기울어진 항우울성 fenestra를 가진 큰 항우울성 fossa를 가지고 있지만, 나체 바로 뒤에 있는 naals는 후자에서 볼 수 있는 자가동형 상태와 대조적으로 부풀지 않는다. 그러나 TTU P-11422를 추가로 준비하면 추가적인 형태학적 특성이 드러날 수 있다. 이빨은 양턱에 총 20~25개가 나 있으며 날카롭고 세랭된 이빨을 통해 먹이를 자르고 붙잡았을 것으로 추측이 된다. 먹이로는 당대에 서식하던 물고기, 갑각류와 같은 육식성의 먹이들에 양치식물과 같은 초식성의 먹이까지 모두 섭이했을 잡식성의 악어로 추정되는 악어이다.

## 생존시기와 서식지와 화석의 발견
완니아가 생존하던 시기는 중생대의 트라이아스기 후기로 지금으로부터 약 2억년전~1억 8천만년전에 생존했던 악어이다. 생존했던 시기에는 북아메리카를 중심으로 하는 강과 호수에서 주로 서식했던 악어가 된다. 화석의 발견은 1949년에 미국의 텍사스주에 위치한 트라이아스기에 형성된 지층에서 미국의 고생물학자인 미쉘 R이 처음으로 발견하여 새롭게 명명된 종이다.

## 같이 보기
- 악어
- 중생대
- 트라이아스기
- 파충류
- 화석